# La Jana (attrice)
La Jana, pseudonimo di Henriette Margarethe Hiebel (Vienna, 24 febbraio 1905 – Berlino, 13 marzo 1940), è stata una danzatrice e attrice austriaca.

## Biografia
Figlia di un doratore, nacque a Vienna ma ben presto la sua famiglia si trasferì a Francoforte. La sorella maggiore, Anny, studiò lirica mentre Henriette si dedicava allo studio della danza con il balletto dell'Opera di Francoforte, debuttando su un palcoscenico all'età di otto anni. Prese parte a numerosi spettacoli di cabaret e a  riviste teatrali, tra cui gli spettacoli di Hermann Haller ed Erik Charell, lavorando a Berlino, Vienna, Parigi e Londra.
Fece il suo esordio cinematografico nel 1925 in Wege zu Kraft und Schönheit - Ein Film über moderne Körperkultur, un film che celebrava il culto del corpo. Friedrich Zelnik la mise sotto contratto per la DEFU, facendole girare numerosi film.
Morì a soli 35 anni a causa di una polmonite.

## Filmografia
- Wege zu Kraft und Schönheit - Ein Film über moderne Körperkultur, regia di Nicholas Kaufmann e Wilhelm Prager (1925)
- En perfekt gentleman, regia di Vilhelm Bryde e Gösta Ekman (1927)
- Teresa Raquin, regia di Jacques Feyder (1928)
- Der lustige Witwer, regia di Robert Land (1929)
- Die Warschauer Zitadelle, regia di Jacob Fleck e Luise Fleck (1930)
- Truxa, regia di Hans H. Zerlett (1936)
- Der Tiger von Eschnapur, regia di Richard Eichberg (1938)
- Il sepolcro indiano (Das indische Grabmal), regia di Richard Eichberg (1938)
- Cuori in burrasca (Menschen vom Varieté), regia di Josef von Báky (1939)